# Рівні освіти
Рівні освіти (англ. levels of education) — упорядкований набір категорій, призначений для класифікації освітніх програм за перехідними ступенями досвіду навчання, а також знаннями, навичками та компетенціями, на формування яких спрямована кожна з програм. Поняття рівня Міжнародної стандартної класифікації освіти (МСКО 2011) відображає ступінь складності та спеціалізації змісту освітньої програми — від базового до складного.
Міжнародна стандартна класифікація освіти (МСКО 2011) класифікує освітні програми за змістом з використанням рівнів освіти — однією з двох основних наскрізних класифікаційних змінних (друга — галузі освіти). МСКО 2011 виділяє 9 рівнів освіти: 0 — Освіта для дітей молодшого віку; 1 — Початкова освіта; 2 — Базова середня освіта; 3 — Повна середня освіта; 4 — Подальша невища освіта; 5 — Вища освіта короткого циклу; 6 — Бакалаврат чи його еквівалент; 7 — Магістратура чи еквівалент; 8 — Докторантура чи еквівалент.

## Освіта для дітей молодшого віку
Освіта для дітей молодшого віку (рівень МСКО-Д 0) (англ. early childhood education (ISCED-P level 0)) — передбачає такі види навчальної та освітньої діяльності, які ґрунтуються на цілісному підході та сприяють ранньому когнітивному, фізичному, соціальному та емоційному розвитку дитини та вводять дитину в середовище організованого навчання поза родиною з метою формування деяких навичок, необхідних для готовності до академічного навчання, і таким чином готують дитину до початкового навчання.

## Нижче початкової освіти
Нижче початкової освіти (рівень МСКО-Д 0) (англ. less than primary (ISCED-A level 0)) — цей рівень забезпечує широкий спектр освітніх досягнень, що охоплює відсутність участі в програмах освіти, деяку участь в програмах освіти для дітей молодшого віку та/або деяку участь у програмах початкової освіти.

## Початкова освіта
Початкова освіта (рівень МСКО 1) (англ. primary education (ISCED level 1)) — передбачає такі види навчальної та освітньої діяльності, які зазвичай спрямовані на формування у учнів базових навичок читання, письма та математики (тобто грамоти та кількісного мислення) та закласти міцне підґрунтя для навчання та розуміння основних галузей знань, особистісного та соціального розвитку, готуючи дітей до базової середньої освіти. Цей рівень передбачає навчання на елементарному рівні складності з мінімальною або нульовою спеціалізацією.

## Базова середня освіта
Базова середня освіта (рівень МСКО 2) (англ. lower secondary education (ISCED level 2)) — програми зазвичай розроблені таким чином, щоб консолідувати та розвивати далі навчальні результати, досягнуті на рівні МСКО 1. Як правило, освітня мета полягає у закладенні підвалин для навчання впродовж життя та розвитку особистості, на основі чого освітні системи можуть систематизовано розширювати освітні можливості. Програми цього рівня зазвичай організовані за більш предметно-орієнтованими навчальними планами та знайомлять учнів з теоретичними поняттями широкого спектра предметів.

## Середня освіта
Середня (рівні МСКО 2-3) (англ. secondary education (ISCED levels 2-3)) освіта передбачає такі види навчальної та освітньої діяльності, які ґрунтуються на досягнутому в рамках початкової освіти та готують як до першого виходу на ринок праці, так і до подальшої невищої або вищої освіти. У загальному сенсі, середня освіта спрямована на навчання середнього рівня складності. В МСКО розрізняють базову середню освіту та повну середню освіту.

## Повна середня освіта
Програми на рівні МСКО 3, або «повна середня освіта» (англ. upper secondary education (ISCED level 3)), зазвичай розроблені таким чином, щоб завершити середню освіту в рамках підготовки до вступу до вищої освіти, або надати навички, необхідні для працевлаштування, або поєднати ці дві цілі. На цьому рівні програми пропонують учням більш різноманітне та поглиблене вивчення дисциплін, ніж програми на рівні базової середньої освіти (на рівні МСКО 2). Ці програми є більш диференційованими, мають більший вибір предметів і напрямів, за якими можуть навчатися учні.

## Подальша невища освіта
Подальша невища освіта (рівень МСКО 4) (англ. post-secondary non-tertiary education (ISCED level 4)) — навчання на базі середньої освіти, готує до як до виходу на ринок праці, так і до вступу до вищої освіти. Така освіта, як правило, призначена для осіб, які одержали повну середню освіту (рівень МСКО 3), і які хочуть збільшити шанси або для працевлаштування, або для переходу до вищої освіти. Програми на такому рівні у багатьох випадках не є істотно складнішими, ніж програми повної середньої освіти, оскільки зазвичай призначити скоріше розширити, ніж поглибити знання, навички та компетенції. Відповідно, цей рівень спрямований на навчання нижче високого рівня складності, який характеризує вищу освіту.

## Вища освіта
Вища освіта (рівні МСКО 5-8) здійснюється на базі середньої освіти та будує навчальний процес згідно зі спеціалізацією галузей освіти. Навчання в рамках вищої освіти передбачає високий ступінь складності та спеціалізації. Вища освіта включає те, що зазвичай розуміють як академічну освіту, але водночас поняття вищої освіти є ширшим, оскільки також включає просунуте професійно-технічне або професійне навчання.